# Jiaozuo
Jiaozuo (xinès: 焦作; pinyin: Jiāozuò [tɕjáʊ.tswô]; postal: Tsiaotso) és una ciutat a nivell de prefectura al nord-oest de la província de Henan, a la República Popular de la Xina. Situada a la riba nord del riu Groc, limita amb la capital provincial Zhengzhou al sud, Xinxiang a l'est, Jiyuan a l'oest, Luoyang al sud-oest i la província de Shanxi al nord. Jiaozuo és una de les ciutats centrals de l'aglomeració urbana de la Gran Plana Xinesa (Zhongyuan) i una ciutat central regional a la zona fronterera de les províncies de Shanxi i Henan.
Segons una estimació del 2018, la seva població era de 3.590.700 habitants, dels quals 1.424.500 vivien a l'àrea urbanitzada formada per 4 districtes urbans (Jiefang, Shanyang, Zhongzhan i Macun) i el comtat de Bo'ai, que s'està urbanitzant en gran part.

## Geografia

##### Clima
Jiaozuo té un clima temperat semiàrid (Köppen BSk) amb quatre estacions diferents; a causa de la influència de les muntanyes Taihang, les temperatures al nucli urbà de Jiaozuo són més càlides que a Xinxiang i Zhengzhou. Els hiverns són frescos i relativament secs, mentre que els estius són calorosos i sovint plujosos. La temperatura mitjana mensual oscil·la entre 1,3 °C al gener i 27,7 °C al juliol, amb la temperatura mitjana anual de 15,61 °C. S'han registrat temperatures extremes des de −22,4 °C fins a 43,6 °C.

## Subdivisions administratives
La ciutat-prefectura de Jiaozuo exerceix jurisdicció sobre deu subdivisions: quatre districtes, dues ciutats de districte i quatre comtats:
- Districte de Jiefang - 解放区 Jiěfàng Qū
- Districte de Shanyang - 山阳区 Shānyáng Qū
- Districte de Zhongzhan - 中站区 Zhōngzhàn Qū
- Districte de Macun - 马村区 Mǎcūn Qū
- la ciutat de Mengzhou - 孟州市 Mèngzhōu Shì
- la ciutat de Qinyang - 沁阳市 Qìnyáng Shì
- Comtat de Xiuwu - 修武县 Xiūwǔ Xiàn
- Comtat de Bo'ai - 博爱县 Bó'ài Xiàn
- Comtat de Wuzhi - 武陟县 Wǔzhì Xiàn
- Comtat de Wen - 温县 Wēn Xiàn

| Mapa de Jiaozuo |
| --- |
| Jiefang Zhongzhan Macun Shanyang Comtat · de Xiuwu Comtat · de Bo'ai Comtat · de Wuzhi Comtat · de Wen Qinyang · (ciutat) Mengzhou · (ciutat) |